# 쌍치면
쌍치면(雙置面)은 대한민국 전북특별자치도 순창군의 면이다.

## 행정 구역
- 금성리
- 금평리
- 도고리
- 둔전리
- 방산리
- 시산리
- 신성리
- 쌍계리
- 양신리
- 오봉리
- 옥산리
- 용전리
- 운암리
- 전암리
- 종곡리
- 종암리
- 중안리
- 탕곡리
- 학선리

## 특산물
- 복분자
- 블루베리